# عبد العزيز العميري
عبد العزيز العميري هو فنان سوداني عرف بأغانيه التي يكتبها ويلحنها كما كان دراميا وممثلا.

## نشأته وحياته
ولد العميري في مدينة الأبيض عام 1954 في أسرة لها علاقة بالشعر والأدب، ودرس الابتدائية في المدرسة الشرقية (كُتاب الأبيض) والوسطى في المدرسة الأهلية بالأبيض، ومن ثم انتقل لمدينة أم درمان ودرس في التدريب المهني وعمل بمصنع النسيج السوداني، وكان عضواً نشطاً في مركز شباب أم درمان والتحق بعدها بالمعهد العالي للموسيقى والمسرح عام 1975 الدفعة السابعة وكان مشروع تخرجه مسرحية للكاتب العالمي صمويل بيكيت، ومن أبرز الذين زاملوا الراحل الشاعر خطاب حسن أحمد والدرامي عبد الرحيم قرني ومحمد بشير دفع الله والشاعرة عفاف الصادق ومنى عبد اللطيف.

## إبداعه
عرف عبد العزيز العميري بكتابة الشعر والعزف على العود والغناء، وله ديوان بعنوان (بعيد يا أخوان بتذكر)، وله العديد من الأشعار الغنائية مثل أغنية (يا نديدي) و(أجيك من وين) لسيف الجامعة و(الممشى العريض) لمصطفى سيد أحمد و(ست القلوب) لحمد الريح، ومن الأعمال التي غناها العميري (يا قمر)، (ولو أعيش زول ليهو قيمة) للشاعر قاسم الحاج و(جينا نخت إيدينا الخضرا فوقك يا أرض الطيبين) كما تغنى له الفنان الكبير أبو عركي البخيت بأربع أغنياته. بالإضافة لإسهاماته في المسرح، ومن أعماله البارزة مسرحيات (وادي أم سدر) و(تاجوج) و(المهدي في ضواحي الخرطوم) (التحدي) و(أحلام الزمان)، كما له عدد من الأعمال التلفزيونية منها (محطة التلفزيون الأهلية) وهو برنامج شهير تخرج منه فنانين أمثال جمال حسن سعيد وسمية حسن وعدد من نجوم فرقة الأصدقاء المسرحية والشاعر محمد طه القدال، وله كذلك عدد من البرامج الإذاعية، في مجال المسرح مثل مسرحيات (سفينة نوح، بيت بت المنا بت مساعد ودنيا صفا ودنيا انتباه) وبرامج (كاريكاتير وحكاوي من حلتنا). كما تغنى بالعديد من أغاني الحقيبة السودانية.

## وفاته
توفي عبد العزيز العميري في 4 يوليو 1989م بعد أربعة أيام من انقلاب حكومة الإنقاذ بقيادة عمر البشير، وكتب عنه عدد من الشعراء مرثيات وقصائد.